# Jesús Nazareno (distrito)
Jesús Nazareno é um distrito do peru, departamento de Ayacucho, localizada na província de Huamanga.

## Transporte
O distrito de Jesús Nazareno é servido pela seguinte rodovia:
- PE-3S, que liga o distrito de La Oroya à Ponte Desaguadero (Fronteira Bolívia-Peru) - e a rodovia boliviana Ruta 1 - no distrito de Desaguadero (Região de Puno) [1][2][3]